# Amphineurus (Amphineurus) castroensis
Amphineurus (Amphineurus) castroensis is een tweevleugelige uit de familie steltmuggen (Limoniidae). De soort komt voor in het Neotropisch gebied.